# Tsai Ming-liang
Tsai Ming-liang (chiń. 蔡明亮; pinyin Cài Míngliàng; ur. 27 października 1957 w Kuching) – tajwański reżyser, scenarzysta i producent filmowy, wielokrotnie nagradzany na międzynarodowych festiwalach filmowych. Czołowy przedstawiciel tajwańskiej nowej fali.

## Życiorys
Tsai Ming-liang jest etnicznym Chińczykiem, urodzonym w stanie Sarawak (do roku 1965 kolonii brytyjskiej), który do 20 roku życia mieszkał w Malezji, co komplikuje jego etniczną tożsamość. Po przeprowadzce do stolicy Tajwanu, Tajpej, podjął studia na Chinese Culture University, gdzie uczył się warsztatu filmowego i teatralnego. Doświadczenia życia w diasporze wywrzeć musiały głęboki wpływ na sposób, w jaki Tsai postrzega własną tożsamość. W wypowiedziach prasowych często podkreśla, że nie czuje się ani Tajwańczykiem, ani Malezyjczykiem – potrafi dopasować się do każdego miejsca, niemniej nigdy nie rodzi się w nim poczucie silnej przynależności. Być może właśnie w tym braku zakotwiczenia szukać należy źródła samotności, niepewności i niejednoznaczności – tematów, które przeważają w obrazach filmowych Tsaia.

## Kariera
Tsai został wyróżniony Złotym Lwem na 51. MFF w Wenecji za film Niech żyje miłość (1994), Srebrnym Niedźwiedziem − Nagrodą Grand Prix Jury na 47. MFF w Berlinie za film Rzeka (1997), nagrodą FIPRESCI na 51. MFF w Cannes za obraz Dziura (1998) oraz Nagrodą im. Alfreda Bauera oraz Srebrnym Niedźwiedziem za wybitny wkład artystyczny dla Kapryśnej chmury (2005) na 55. MFF w Berlinie.
We wszystkich jego filmach występuje ten sam aktor Lee Kang-sheng, który zwykle grywa role everymana Hsiao-kanga. 
W 2003 roku, w głosowaniu zorganizowanym przez brytyjską gazetę "The Guardian", Tsai Ming-liang uzyskał 18. miejsce wśród 40 najlepszych reżyserów na świecie.

## Charakterystyka stylu
W filmach Tsai Ming-lianga zbiegają się wpływy artystycznego kina zachodniego (szczególnie takich jego przedstawicieli, jak Michelangelo Antonioni czy François Truffaut) oraz tajwańskiego (przede wszystkim obrazów Hou Hsiao-hsiena i Edwarda Yanga). Owo łączenie zachodnich i wschodnich tradycji filmowych w dziełach Tsaia zauważa także Paulina Kwiatkowska pisząc, że jest on twórcą, który „bez kompleksów, ale z szacunkiem i wyjątkową wrażliwością odwołuje się do europejskiej tradycji kinofilskiej, pozostając jednocześnie intrygująco egzotyczny”. 
Podobnie jak w przypadku tych dwóch reżyserów tzw. nowej fali tajwańskiego kina (ang. Taiwan’s New Wave lub Taiwan New Cinema ), w swojej twórczości filmowej Tsai przygląda się uważnie nowoczesnej tajwańskiej tożsamości (zarówno w jej narodowym, jak i jednostkowym wymiarze), dotykając przy tym również takich obszarów, które dotychczas pozostawały w ukryciu, tj. homoseksualizmu, kazirodztwa i pornografii. Pornografia obecna nie tylko w samej treści filmów, ale także (a może nawet bardziej) w ich warstwie formalnej. Tsai Ming-liang wykorzystuje bowiem często ujęcia, które stawiają widza w roli osoby podglądającej intymne czynności bohaterów. Reżyser często wplata także do swoich obrazów oniryczne sekwencje muzyczno-taneczne (wykorzystujące zapomniane przeboje tajwańskiej muzyki rozrywkowej lat sześćdziesiątych i siedemdziesiątych XX w., np. Ban ge yueliang) utrzymane w estetyce drag, które można interpretować jako projekcje utajonych pragnień i fantazji seksualnych i które naginają przyjęte przez tajwańskie społeczeństwo role płciowe. Tsai przywołuje szereg wytworów kultury popularnej i przedstawia je w nowym, zaskakującym świetle po to, by pokazać, że to, co oswojone, nie jest tak jednoznaczne jak widz chciałby sądzić.
Według Vivian Lee, w każdym bez wyjątku dziele Tsai Ming-lianga wyrażone jest „uwięzienie w niewyrażalnej samotności i […] dobrowolne odizolowywanie się” nowoczesnego człowieka. Niemożność skomunikowania się i zrozumienia drugiego, kryzys emocjonalny, zerwanie więzi rodzinnych, pragnienie miłości i seksualne frustracje – wszystkie te motywy wypełniające filmy tajwańskiego twórcy znane są już z europejskiego kina modernistycznego lat pięćdziesiątych i sześćdziesiątych. Być może właśnie w tym upatrywać należy przyczyny jego popularności u zachodniej publiczności, w myśl zasady, że widzom podobają się tylko te historie, które już słyszeli i że zdolni są dokonywać wyłącznie takich interpretacji, które operują znanymi im pojęciami” (zasadę tę Paulina Kwiatkowska nazywa „konwencjonalnym egzotyzmem”).
Inną cechą filmów Tsaia jest wykorzystanie przezeń „estetyki wyczerpania”: reżyser zwraca uwagę na elementy rzeczywistości, które w mainstreamowym kinie są zwykle odrzucane jako nieznaczące dla rozwoju fabuły, np. pokazując kobietę oczekującą bezczynnie na zakończenie projekcji filmowej (wiąże się to z zastosowaniem bardzo długich, statycznych ujęć).

## Obraz Tajpej
Sposób ukazywania wielkich miast w twórczości filmowej Tsai Ming-lianga związany jest ściśle z wątkiem zagubienia i samotności nowoczesnego Tajwańczyka pozostającego w zawieszeniu między metalicznym blaskiem centrów biznesowych a smutną szarością rozpadających się powoli peryferiów. Dotyczy to przede wszystkim obrazu Tajpej, gdzie wyraźny podział wielkomiejskiej przestrzeni na część luksusową i podupadającą odzwierciedla podział na zamożnych konsumentów i zmarginalizowanych mieszkańców oraz wynikające z tego podziału: brak wzajemnego zrozumienia i alienację. Tsai Ming-liang rozmontował mit miasta pokazując, że pod fasadą racjonalnej i zrozumiałej organizacji kryje się świat jednostek głęboko samotnych (mimo przestrzennej bliskości) i oddających się ulotnym uciechom.
W tzw. Tajpejskiej trylogii, na którą składają się: Buntownicy neonowego boga (1991), Niech żyje miłość (1994) oraz Rzeka (1995), Tajpej jest ponadto pokazane jako miasto podlegające nieustannym przemianom na skutek, z jednej strony, niekończącego się procesu konstrukcji nowych apartamentowców, dróg, mostów, które zamiast łączyć dzielą przestrzeń, wzmagając wyobcowanie jej mieszkańców, a z drugiej strony, odwrotnego procesu rozbiórki i rozpadu starych budowli. W rezultacie metropolia jawi się nie jako spójna, logiczna całość, lecz jako domena będąca ciągle w stanie przejścia, której ostateczny kształt pozostaje nieokreślony. I tak w filmie Dziura (1998) mieszkańcy bezimiennego tajpejskiego budynku żyją zawieszeni w przestrzeni i czasie, w oczekiwaniu na zarazę, która nigdy nie nadchodzi. Nikt z nich nie potrafi się na dłużej zbliżyć do drugiego człowieka i każdy tkwi w swoim mieszkaniu jak na bezludnej wyspie.

## Filmografia
Filmy wyreżyserowane:
| Rok  | Tytuł polski              | Tytuł anglojęzyczny          | Tytuł oryginalny                                                      | Uwagi                                                                                               |
| ---- | ------------------------- | ---------------------------- | --------------------------------------------------------------------- | --------------------------------------------------------------------------------------------------- |
| 1989 | Wszystkie zakątki świata  | All the Corners of the World | Hai jiao tian ya                                                      | Film telewizyjny.                                                                                   |
| 1990 | Chłopcy                   | Boys                         | Xiao hai (小孩)                                                       | |
| 1992 | Buntownicy neonowego boga | Rebels of the Neon God       | Qing shao nian nuo zha (青少年哪吒)                                   | Pierwszy film kinowy.                                                                               |
| 1994 | Niech żyje miłość         | Vive L’amour!                | Ai qing wan sui (愛情萬歲)                                            | |
| 1995 | Moi nowi przyjaciele      | My New Friends               | Wo xin renshi de pengyou                                              | Dokumentalny film telewizyjny.                                                                      |
| 1997 | Rzeka                     | The River                    | He liu (河流)                                                         | |
| 1998 | Dziura                    | The Hole                     | Dong (洞)                                                             | |
| 2001 | Która tam jest godzina?   | What Time Is It There?       | Ni na bian ji dian (你那边几点)                                       | |
| 2001 | Rozmowa z Bogiem          | A Conversation with God      | Fish, Underground (与神对话)                                          | Krótkometrażowy film dokumentalny zrealizowany dla telewizji.                                       |
| 2002 | Przejścia już tu nie ma   | The Skywalk Is Gone          | Tian qiao bu jian le (天桥不见了)                                     | Krótkometrażowy film fabularny.                                                                     |
| 2003 |                           | Goodbye, Dragon Inn          | Bu san (不散)                                                         | |
| 2004 |                           | Welcome to São Paulo         | Bem-Vindo a São Paulo                                                 | Film nowelowy, reżyser stworzył segment pt. Aquarium.                                               |
| 2005 | Mój śmierdzący dzieciak   | My Stinking Kid              | Wo de chou xia hai                                                    | |
| 2005 | Kapryśna chmura           | The Wayward Cloud            | Tian bian yi duo yun (天邊一朵雲)                                     | |
| 2006 | Nie chcę spać sam         | I Don’t Want to Sleep Alone  | Hei yan quan (黑眼圈)                                                 | Film początkowo zatrzymany przez malezyjską cenzurę, po pewnych cięciach był w Malezji wyświetlany. |
| 2007 |                           | It’s a Dream                 | Chacun son cinéma ou Ce petit coup au coeur quand la lumière (電姬館) | Segment filmu nowelowego Kocham kino                                                                |
| 2008 |                           | Sleeping on Dark Waters      | 沉睡在黑水上                                                          | Film dokumentalny opowiadający o realizacji obrazu Nie chcę spać sam.                               |
| 2009 | Twarz                     | Face                         | Visage                                                                | Francuska produkcja.                                                                                |
| 2009 |                           | Madame Butterfly             | Hu die fu ren (蝴蝶夫人)                                              | Film krótkometrażowy.                                                                               |
| 2012 |                           | Beautiful 2012               | Beautiful 2012                                                        | Film nowelowy, reżyser segmentu Walker                                                              |
| 2012 |                           | Walker                       | Walker (行者)                                                         | Film krótkometrażowy.                                                                               |
| 2012 |                           | No Form                      | No Form                                                               | Film krótkometrażowy.                                                                               |
| 2012 |                           | Sleepwalk                    | Meng you                                                              | Film krótkometrażowy.                                                                               |
| 2012 |                           | Diamond Sutra                | Jingang Jing (金刚经 / 金剛經)                                        | Film krótkometrażowy.                                                                               |
| 2013 |                           | Walking On Water             | Xing Zai Shui Shang (行在水上)                                        | Film krótkometrażowy.                                                                               |
| 2013 | Bezpańskie psy            | Stray Dogs                   | Jiao you (郊遊)                                                       | |
| 2013 |                           | Letters from the South       | Nan fang lai xin (南方來信)                                           | Film nowelowy, reżyser segmentu Walking on Water                                                    |
| 2014 | Wędrówka na Zachód        | Journey to the West          | Xi you (西游)                                                         | |
| 2015 |                           | No No Sleep                  | Wu wu mian (无无眠)                                                   | Film krótkometrażowy.                                                                               |